# Larry Abney
Larry Abney (Nyack, Nueva York, 19 de mayo de 1977) es un entrenador de baloncesto estadounidense. Fue jugador profesional durante 12 años, actuando en diversos equipos de América, Asia, Europa y Oceanía.

## Trayectoria
Abney estuvo una temporada en la NJCAA, antes de ser reclutado por los Bulldogs de la Universidad Estatal de California, Fresno en 1997. Con ese equipo actuó durante tres años en los torneos de la Western Athletic Conference de la División I de la NCAA. El 17 de febrero de 2000 jugó uno de sus mejores partidos en la liga, capturando 35 rebotes antes los SMU Mustangs.
Al dejar la universidad y no ser drafteado por ningún equipo de la NBA, comenzó a jugar profesionalmente en equipos de ligas menores estadounidenses como la USBL y la IBL, además de realizar una experiencia en Corea del Sur y disputar la Rocky Mountain Revue de 2000 con los Denver Nuggets y la Shaw's Pro Summer League de 2002 con los Boston Celtics.
Se presentó al Draft de la NBA Development League de 2002 donde fue elegido por el Asheville Altitude en el puesto 75 de la décima ronda. Tras completar su temporada en la NBA D-League, jugó los siguientes dos años en equipos de Europa y Latinoamérica. 
En 2005 arribó por primera vez a Australia, contratado por los Townsville Crocodiles. En su primera temporada, fue convocado para formar parte de la escuadra de extranjeros que participó del All-Star Game de la NBL. Estuvo tres años y medio en tierra océanicas, sumando experiencias fuera de temporada en Francia y Siria.
En enero de 2009 se unió al EiffelTowers Den Bosch de la DBL de los Países Bajos, sustituyendo a su compatriota Jerome Beasley.
Su siguiente destino fue Argentina, donde disputó la Liga Nacional de Básquet con Olímpico y Estudiantes de Bahía Blanca, antes de partir hacia México y pasar por Ucrania. Regresó a la Argentina en junio de 2010 para reforzar a Gimnasia y Esgrima.
Sus últimas experiencias como jugador profesional de baloncesto fue en la NBL de Nueva Zelanda con los Southland Sharks y en la NBL de Australia con los Townsville Crocodiles.
Tras estar varios años alejados del baloncesto, en 2017 ingresó al cuerpo de entrenadores de Los Angeles Clippers, teniendo la oportunidad de desempeñarse como entrenador asistente de los Ontario Clippers en la primera mitad de la temporada 2023-24 de la NBA G League.
En febrero de 2024 asumió como entrenador jefe de los Saskatchewan Rattlers de la Canadian Elite Basketball League.